# Golyószóró

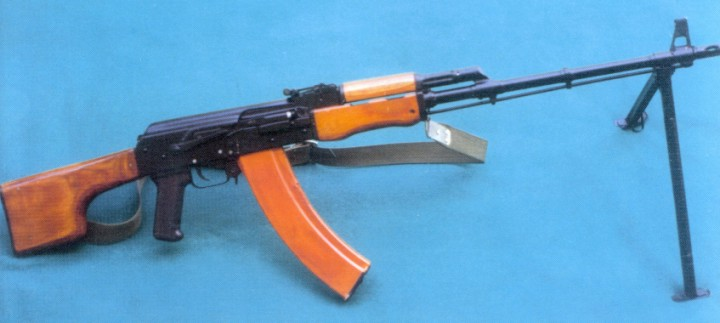
Szovjet RPK–74 golyószóró

A golyószóró sorozattűz leadására alkalmas, a géppuskánál kisebb és könnyebb gyalogsági kézi lőfegyver. 

## Története
Az első ilyen fegyver a cári orosz lovasság részére 1904-ben gyártott, 7,5 kg tömegű, dán Madsen-golyószóró volt. Ezzel a könnyű fegyverrel a lovasság nagy tűzerejű sorozatlövő fegyverhez jutott. (A nagy tömegű géppuskák alkalmatlanok voltak a lovassági használatra.) A Madsen-golyószórót az orosz hadsereg részére 7,62 mm-es kivitelben, más hadseregek részére 7,9 mm-es változatban is gyártották.
Később a gyalogság is alkalmazni kezdte a golyószórókat, ekkor a jobb alátámasztás érdekében villaállvánnyal szerelték fel. Széles körben az első világháborúban terjedt el, ahol az ismétlőpuskák helyét sok helyen a sorozatlövő fegyverek vették át. Az első vonalakban a géppuskák alkalmazása nehézkes volt, nagy tömegük miatt nem tudták követni a támadó hullámokat, az ismétlőpuskák tűzereje viszont elégtelen volt. Ezen harcászati problémát oldotta meg a könnyű, ugyanakkor sorozatlövésre alkalmas, az ismétlőpuskánál nagyobb tűzerejű golyószóró. Az Osztrák–Magyar Monarchia az első világháború idején nem rendszeresített és alkalmazott golyószórót.

## Jellemzői
Tömege 8–10 kg, elsősorban tárból, ritkábban hevederből tüzel. Egy, néha két fő kezeli. Utóbbi esetben külön kezelő szállítja a golyószóró tárjait. A golyószóró rendszerint a csőtorkolat közelében felszerelt villaállvánnyal és tusával rendelkezik. Az egyszerű alátámasztás és a véges tárkapacitás miatt csak rövid, 5–10 lövéses sorozat leadására használják.

## Néhány fontosabb golyószórótípus

### Első világháborúban
- Madsen golyószóró – Ez a fegyver volt a legelső golyószóró. Már 1895-től szolgálatban állt a dán tengerész-gyalogságnál és a cári oldalon részt vett az 1905-ös orosz–japán háborúban is. A hátultöltésre átalakított Martini-karabélyokról lemásolt zárszerkezete már a tervezésekor is elavult volt, ennek ellenére viszonylag megbízhatóan működött és kis tömege miatt még lóháton is bevetették. Világszerte elterjedt és a felső elhelyezésű ívtáras adogatási módszert később több fegyver, pl. a BREN is átvette tőle.
- Chauchat – Ez a francia eredetű fegyver könnyen felismerhető a félkör alakú, alsó elhelyezésű lőszertáráról. A hadtörténet minden idők legrosszabb automata kézi lőfegyvereként tartja számon, sok hibája ellenére mégis nagy számban gyártották, az 1917-től érkező amerikai expedíciós csapatok fegyverzetében is elterjedt volt. Kis tárkapacitását és alacsony tűzgyorsaságát a teljes erejű puskalőszer ellensúlyozta volna. A fegyver harctéri működése azonban az alacsony gyártási minőség, az elavult, hosszú csőhátrasiklásos konstrukció és a nyitott tárdoboz miatt megbízhatatlan volt, ami amerikai részről a BAR puska kifejlesztéséhez vezetett.

### Második világháborúban
- DP golyószóró – Jellegzetes dobtáras megjelenésű, teljes erejű puskalőszert tüzelő golyószóró, a tok tetején elhelyezett 47 darabos tárral. Masszív, eredetileg megbízhatatlan, de a második világháború alatti módosítások nyomán bevált szerkezet, amelyet 1944-ben átalakítottak, hogy kiküszöböljék a rosszul elhelyezett markolatbiztosító miatti akaratlan lövésleadást és a átforrósodó felhúzórugó kigyengülése okozta elakadásokat.
- BAR – A masszív kivitelű amerikai Browning Automata Puska több ország haderejében és rendőrségénél szolgált a harmincas évektől. Később a rendkívül zord éghajlatú észak-koreai hadszíntéren szerzett hírnevet tervezőjének, de a Bonnie és Clyde gengszterpárost is ezzel lőtték le a rendőrök. Kis kapacitású, 20 lőszert befogadó tárait a csőcsere megoldatlansága tette szükségessé és bár hagyományos puska kialakítással párosuló nagy tömege azonban menetben hátrány jelentett, többnyire bevált a harcban.
- Bren (cseh-brit) – A brnói fegyvergyár konstrukcióját Japánban és Kínában is gyártották, de hírnevet elsősorban a britek Észak-Afrikában és a Távol-Keleten harcoló expedíciós erőinél szerzett. Az ír tartalékosok ma is alkalmazzák ezt a 30-lövetű, felülről behelyezett tárakból tüzelő fegyvert.

### Hidegháborúban
- RPD – Gyegtyarjov tervezése, amely kerek, tárra hasonlító dobozba rejtett 100 lövetű hevederből tüzel. Lőszere az AK–47-es gépkarabélynál is használt 7,62×39 mm-es rövid töltény, amely a fegyver hatótávolságát 600m-re korlátozza - ez közép-európai terepviszonyok között megfelelő, mivel a domborzat és a növényzet az álló alak felismerési távolságát többnyire 700 méterre korlátozza. Magas gyártási költségei és bonyolult szerkezete miatt váltották fel az RPK típussal, de a romániai forradalom idején pl. gyakran szerepelt a híradásokban.

- RPK – A Kalasnyikov-gépkarabély módosított változata, hosszabb és vastagabb csővel, erősebb lemeztokkal, megnövelt méretű tusával, 40 vagy 75 lövetű csigatárral felszerelve. A fegyver magas építése hátrányt jelent a fekve tüzelés során és a harctéren csőcserére sincs lehetőség - hosszabb csöve miatt azonban a Szovjetunió afganisztáni háborúja idején hatásosabbnak bizonyult a hegyek közötti nagyobb lőtávolságokon, mint az alap AK-74 gépkarabély.

### Napjainkban
- A NATO országokban az 5,56mm-es kiskaliberű lőszer bevezetésével megszűnt a golyószórók fejlesztése, szerepüket a könnyűgéppuskák vették át (elsősorban az FN Minimi változatai), amelyek a 7,62mm-es géppuskák kicsinyített változataiként hevederes adogatással, nagy sebességgel tüzelnek. A VSZ országaiban a golyószórók a gépkarabély nehezebb változataivá váltak, amelyek a 7,62x39mm-es vagy 5,45x39mm-es rövidtöltényt tüzelik.

- A Magyar Honvédség fegyverzetéből az RPK golyószórót a rendszerváltozás után kivonták, az MH jelenleg a teljes méretű PKM géppuska villaállványos változatát alkalmazza 100 lőszeres hevederrel rajszintű tűztámogató fegyverként. Egyes külszolgálatot teljesítő és speciális rendeltetésű MH alakulatok amerikai eredetű 5,56mm-es M249 könnyűgéppuskával is fel vannak szerelve.